# Alliaria taurica
Alliaria taurica (sin. Alliaria brachycarpa) je jednogodišnja ili dvogodišnja biljka iz porodice Brassicaceae; jedna je od dvije vrste iz roda češnjača čije je područje ograničeno na Kavkaz (Azerbajdžan i Gruzija).
Naraste 25 do 50 cm visine, stabljika je uspravna do povijena, pri dnu razgranata, pubescentna, rijeko gola. Cvjetovi su bijeli, cvate od lipnja do kolovoza.
Neki autori priznaju je pod imenom Alliaria taurica, a drugi kao Alliaria brachycarpa.

## Sinonimi
- Parlatoria taurica (Adams) D.A.German & Al-Shehbaz
- Raphanus tauricus Adams
- Taphrospermum caucasicum Rupr.
- Taphrospermum brachycarpum Ledeb.